# Seeschlacht von Pondicherry
Kalkutta – Chandannagar – Plassey – Cuddalore – Negapatam – Condore – Madras – Masulipatam – Pondicherry I – Chinsurah – Wandiwash – Pondicherry II – Manila – Palaris-Aufstand
Die Seeschlacht von Pondicherry (englisch Battle of Pondicherry, französisch Bataille de Pondichéry) war die letzte von drei weitgehend unentschiedenen Seeschlachten zwischen einer britischen Flotte unter Vizeadmiral George Pocock und einer französischen Flotte unter Chef d’escadre Anne Antoine d’Aché vor der Ostküste Indiens während der Auseinandersetzungen zwischen Großbritannien und Frankreich im Rahmen des Siebenjährigen Krieges. Die Schlacht wurde am 10. September 1759 bei Pondicherry im Golf von Bengalen ausgetragen. Die vorhergehenden Schlachten waren die bei Cuddalore am 29. April und die bei Negapatam am 3. August 1758.
Pocock versuchte, d’Achés Geschwader abzufangen, das von der Isle de France mit Nachschub und Verstärkungen für die französischen Streitkräfte in Pondicherry unterwegs war. Die Schlacht endete unentschieden, jedoch gelang es d’Aché, seine Mission zu erfüllen. Der Verlauf des Krieges in Indien, der sich seit mehreren Monaten für Frankreich ungünstig entwickelt hatte, änderte sich dadurch jedoch nicht.

## Vorgeschichte
Mit Beginn des Siebenjährigen Krieges in Europa, kam es auch zu Kampfhandlungen in den europäischen Kolonien der beteiligten Staaten. Da sich die meisten Kämpfe in Indien in der Region Karnatik ereigneten, worunter man während der Kolonialzeit das Gebiet zwischen den Ostghats und der Koromandelküste im Norden des heutigen indischen Bundesstaats Tamil Nadu verstand, wird dieser Konflikt auch als Dritter Karnatischer Krieg bezeichnet.
Der Krieg, der sich in Europa im vierten und in Indien im zweiten Jahr befand, begann sich für die Franzosen schlecht zu entwickeln. Lally-Tollendal, der 1758 mit dem Geschwader von d’Aché in Indien angekommen war, war nun in Schwierigkeiten. Der französische Anführer erlitt nach einigen Erfolgen im Dekkan (Einnahme von Cuddalore und Surat) eine schwere Niederlage, als er im November 1758 versuchte, Madras einzunehmen. Der britische Stützpunkt hielt der Belagerung dank der energischen Verteidigung von General Laurence aber auch wegen der fehlenden Seeunterstützung stand. Das Geschwader von d’Aché hatte nämlich nach den beiden schweren ersten Gefechten, in denen Pococks Streitkräfte in Schach gehalten worden waren, bei Einsetzen des Wintermonsuns die indischen Gewässer in Richtung Île-de-France verlassen. Der Stützpunkt bot den französischen Schiffen zwar einen guten Schutz, war allerdings auch zwei Monatsreisen von Pondicherry entfernt. Die Briten verfügten dagegen an der Westküste über den Hafen von Bombay, wo ihre Schiffe sicher überwintern konnten und gleichzeitig in der Nähe des Einsatzortes blieben. Die Konsequenzen ließen nicht lange auf sich warten. Bereits im Februar 1759, am Ende des Monsuns, lief Pococks Geschwader erneut vor Madras auf, um die Stadt zu versorgen. Im Februar 1759 musste Lally-Tollendal die Belagerung des wichtigsten britischen Stützpunkts an der Ostküste Indiens aufgeben.
In der Folge warteten die Kontrahenten auf Verstärkungen, um den Feldzug wieder aufzunehmen. Auf britischer Seite nutze man den Vorteil der Seeherrschaft, die sich durch Pococks Rückkehr aus dem Winterquartier bereits im April ergeben hatte, um den französischen Hafen Pondicherry, zu blockieren, wohin sich der Großteil von Lally-Tollendals Streitkräften zurückgezogen hatte.
Auf der Île de France wurden parallel signifikante Anstrengungen unternommen, um Truppen zu sammeln und das Geschwader von d’Aché zu verstärken. Sein Geschwader, das 1757 bis 1758 nur aus einem 74-Kanonen-Linienschiff und acht bewaffneten Schiffen der Französischen Ostindien-Kompanie bestanden hatte, bestand nun aus vier Kriegsschiffen, da drei 64-Kanonen-Linienschiffe unter dem Kommando von Froger de l’Éguille hinzugekommen waren.
Die französische Ostindienkompanie unternahm – wie es ihrem Auftrag entsprach – erhebliche Anstrengungen, um diese Streitmacht zu bewaffnen und  auszurüsten. Sie war hierbei allerdings auf die lokalen Ressourcen des Maskarenen-Archipels, Madagaskars und der neutralen niederländischen Kolonie am Kap der Guten Hoffnung angewiesen, da die französischen Nachschublinien überall überbeansprucht waren und die französische Marine die meisten Verbindungen zu den Stützpunkten in Übersee zu diesem Zeitpunkt bereits verloren hatte. Diese langwierige und monatelange Vorbereitung des Geschwaders war der Grund dafür, dass d’Aché erst sehr spät in der Saison aufbrach und erst Anfang September in indischen Gewässern ankam.

## Die Schlacht
Pocock, der über die Ankunft des französischen Geschwaders bestens informiert war, erwartete dieses zwischen Pondicherry und Negapatam. Pococks Streitmacht, die 1758 aus neun Schiffen bestand, war nun auf elf Einheiten angewachsen, darunter neun Kriegsschiffe, ergänzt durch zwei bewaffnete Schiffe der Englischen Ostindien-Kompanie und einen Brander. Neben dem zahlenmäßigen Vorteil hatte Pocock auch einen klaren qualitativen Vorteil, denn die Feuerkraft seiner Linienschiffe – selbst bei gleicher Kanonenanzahl – war größer als die eines Ostindienfahrers, die Besatzung deutlich zahlreicher und besser für den Kampf ausgebildet als bei den Handelsschiffen der Ostindienkompanie.
Am Morgen des 2. September entdeckte die Fregatte Revenge die französischen Segel vor der Südküste Ceylons. Pocock nahm die Verfolgung auf, doch aufgrund ungünstiger Strömungen und Winde gelang es erst am 10. September, die Franzosen vor der Küste von Porto Novo, etwas südlich von Pondicherry zum Gefecht zu stellen.
Durch die Nähe zu Porto Novo wird die Schlacht in der Literatur mitunter auch als Schlacht von Porto Novo bezeichnet.
Die beiden Admirale bildeten die klassischen Dwarslinien. Die Briten im Norden bzw. im Nordwesten, die Franzosen von Süden bzw. Südosten. D’Aché, der trotz der Unterlegenheit seiner Kräfte entschlossen war, um jeden Preis nach Pondicherry durchzukommen, wich nicht aus. Auf britischer Seite führte die Elizabeth die Schlachtlinie an. Der Kampf wurde auf britischer Seite von Konteradmiral Stevens eingeleitet, der mit der Grafton die Zodiaque angriff. Die beiden Linien beschossen sich heftig. Die Franzosen konzentrierten ihr Feuer auf die Masten und versuchten, die gegnerischen Schiffe durch Zerstörung von Masten und Segeln zu neutralisieren. Auch das britische Feuer verursachte große Schäden. Nach zwei Stunden Kampf brach die französische Linie auseinander, da mehrere Schiffe aufgrund der erlittenen Schäden die Linie verließen. Unter diesen Schiffen war auch das Flaggschiff, die Zodiaque, aufgrund einer Verwechslung in der Führung. Auf dem Schiff wurde der Erste Offizier während des Manövrierens auf seinem Posten getötet. Der Offizier, der ihn ersetzte, gab den Befehl, die Linie zu verlassen. Als d’Aché den Befehl rückgängig machen wollte, wurde er selbst durch eine Kugel schwer am Oberschenkel verletzt.
Als die anderen französischen Schiffe das Verlassen der Linie der Zodiaque bemerkten, folgten sie dem Beispiel und das gesamte französische Geschwader zog sich gegen 16:00 aus dem Kampf zurück. Die meisten britischen Schiffe waren zu beschädigt, um sie verfolgen zu können und nachdem Pocock der Fregatte Revenge der Ostindien-Kompanie befohlen hatte, die Bewegungen der Franzosen zu beobachten, zog er sich zurück, um seinen am stärksten zerstörten Schiffen die Reparatur von Schäden zu ermöglichen. Im Morgengrauen des 11. September wurden die Franzosen in südöstlicher Richtung, etwa zwölf Meilen entfernt, gesehen. Sie zogen sich aber ebenfalls zurück, als sie die Briten bemerkten.
Am Abend des 11. September drehte schließlich der Wind auf Ost und Pocock gab seinen Schiffen ein Zeichen zum Wenden und lief unter leichten Segeln auf Négapatam zu, um dort Reparaturen durchführen zu lassen Die Sunderland nahm hierbei die Newcastle, die Weymouth, die Tiger und die Elizabeth die Cumberland in Schlepp.
Am 15. September 1759 gelang es d’Aché Truppen und Nachschub in Pondicherry anzulanden.

## Auswirkungen
Die von d’Aché an Land gebrachten Truppen reichten dennoch nicht aus, um die Lage dauerhaft zu verbessern, auch weil sich der französische Führung in einer Krise befand. Lally-Tollendal, ein guter Soldat, aber ein schlechter Diplomat, lehnte Bündnisse mit lokalen Nawabs ab und weigerte sich, lokale Kräfte, wie etwa die von den Briten vielfältig eingesetzten Sepoys auch für die französische Seite zu rekrutieren.
Weiterhin geriet er auch mit seinen französischen Untergebenen und Zivilverwaltern in Konflikte. Somit blieb die von d’Aché unternommene Versorgung der Garnison letztlich ohne weitreichende Wirkung. Bereits am 27. September lichtete d’Aché die Anker, um sich auf die Île de France zurückzuziehen und überließ den Ort seinem Schicksal. Die Ankunft des Wintermonsuns im Oktober scheint dabei nicht die einzige Erklärung für diese überstürzte Abreise. Es wurde angenommen, dass auch d’Aché sich seinerseits mit Lally-Tollendal zerstritten hatte, zumal er nach dem Krieg auch gegen diesen aussagte, was letztlich zu seiner Hinrichtung führte.
In der Folge kippte der Konflikt, der 1759 noch unentschieden war, zu Gunsten der Briten, die ihrerseits erhebliche Verstärkungen erhielten und nicht zögerten, sich auf zahlreiche indische Truppen zu stützen. Sie eroberten das bis dahin verlorene Terrain zurück und belagerten Pondicherry im März 1760 mit 4000 aus England eingetroffenen Männern und mehr als 10000 Sepoys, unterstützt außerdem von 16 Linienschiffen.
D'Aché und Pocock hatten sich vor der indischen Küste insgesamt drei Schlachten geliefert. Obwohl auch diese Kämpfe ohne klaren Sieger bleiben, behauptete Pocock schließlich die Kontrolle über die Gewässer um Pondicherry, auch da sich die französischen Schiffe für die Wintermonate jeweils auf die weit entfernte Île de France zurückziehen müssen.
Pondicherry wurde im März 1760 von der britischen Armee belagert und fiel schließlich, abgeschnitten von jeglicher Versorgung, im Januar 1761 nach einem verzweifelten Widerstand. Frankreich erhielt Pondicherry und die anderen Handelsposten zwar mit dem Friedensvertrag von 1763 zurück, musste sich aber fortan darauf beschränken, dort Handel zu treiben und verzichtete auf jeglichen politischen Einfluss in Indien.

## Schlachtordnung

### Großbritannien
| Flotte von George Pocock     | Flotte von George Pocock | Flotte von George Pocock             | Flotte von George Pocock | Flotte von George Pocock | Flotte von George Pocock | Flotte von George Pocock            |
| Schiff                       | Kanonen                  | Kommandant                           | Verluste                 | Verluste                 | Verluste                 | Anmerkungen                         |
| Schiff                       | Kanonen                  | Kommandant                           | getötet                  | verwundet                | Insgesamt                | Anmerkungen                         |
| ---------------------------- | ------------------------ | ------------------------------------ | ------------------------ | ------------------------ | ------------------------ | ----------------------------------- |
| Elizabeth                    | 64                       | Armand de Saint-Félix                |                          |                          |                          |                                     |
| Newcastle                    | 50                       | Colin Michie                         |                          |                          |                          | Der Kommandant fiel in der Schlacht |
| Tiger                        | 60                       | William Brereton                     |                          |                          |                          |                                     |
| Grafton                      | 68                       | Charles Steevens, Richard Kempenfelt |                          |                          |                          |                                     |
| Yarmouth                     | 64                       | John Harrison                        |                          |                          |                          | Flaggschiff von George Pocock       |
| Cumberland                   | 58                       | John Stukley Somerset                |                          |                          |                          |                                     |
| Salisbury                    | 50                       | Digby Dent                           |                          |                          |                          |                                     |
| Sunderland                   | 60                       | James Colville                       |                          |                          |                          |                                     |
| Weymouth                     | 60                       | William Baird                        |                          |                          |                          |                                     |
| Nicht teil der Schlachtlinie |                          |                                      |                          |                          |                          |                                     |
| Queensborough                | 20                       | Robert Kirk                          |                          |                          |                          | Fregatte                            |

### Frankreich
| Flotte von Anne Antoine d’Aché | Flotte von Anne Antoine d’Aché | Flotte von Anne Antoine d’Aché       | Flotte von Anne Antoine d’Aché | Flotte von Anne Antoine d’Aché | Flotte von Anne Antoine d’Aché | Flotte von Anne Antoine d’Aché                                                                   |
| Schiff                         | Kanonen                        | Kommandant                           | Verluste                       | Verluste                       | Verluste                       | Anmerkungen                                                                                      |
| Schiff                         | Kanonen                        | Kommandant                           | getötet                        | verwundet                      | Insgesamt                      | Anmerkungen                                                                                      |
| ------------------------------ | ------------------------------ | ------------------------------------ | ------------------------------ | ------------------------------ | ------------------------------ | ------------------------------------------------------------------------------------------------ |
| Actif                          | 64                             | Michel-Joseph Froger de l’Éguille    |                                |                                |                                |                                                                                                  |
| Minotaure                      | 74                             | Anne Marie Charles de la Bourdonnaye |                                |                                |                                |                                                                                                  |
| Duc d'Orlèans                  | 60                             | Jean François Marie de Surville      |                                |                                |                                |                                                                                                  |
| Saint Louis                    | 60                             |                                      |                                |                                |                                |                                                                                                  |
| Vengeur                        | 64                             | Jean Baptiste Christy de La Pallière |                                |                                |                                |                                                                                                  |
| Zodiaque                       | 74                             | Jacques-Antoine de Gotho             |                                |                                |                                | Flaggschiff von Anne Antoine d’Aché, der Kommandant fiel in der Schlacht, d’Aché wurde verwundet |
| Comte de Provence              | 74                             | Jean-Jacques de La Chaise            |                                |                                |                                |                                                                                                  |
| Duc de Bourgogne               | 60                             | René Joseph Bouvet de Précourt       |                                |                                |                                |                                                                                                  |
| Illustre                       | 64                             | Jacques de Ruis-Embito               |                                |                                |                                |                                                                                                  |
| Fortune                        | 64                             |                                      |                                |                                |                                |                                                                                                  |
| Centaure                       | 70                             | Robert René Louis de Surville        |                                |                                |                                | der Kommandant fiel in der Schlacht                                                              |
| Nicht teil der Schlachtlinie   |                                |                                      |                                |                                |                                |                                                                                                  |
| Sylphide                       | 36                             | François-Aymar de Monteil            |                                |                                |                                | Fregatte                                                                                         |
| Diligente                      | 24                             | Marc-Joseph Marion du Fresne         |                                |                                |                                | Fregatte                                                                                         |